# 西藤俊哉
西藤 俊哉（さいとう としや、1997年5月29日 - ）は、日本のフェンシング選手。2020年東京オリンピック日本代表選手。

## 経歴
長野県上伊那郡箕輪町出身。父親の影響で5歳の時からフェンシングを初め、小学3年生の頃に京都で全国大会があった際、イベントの一環で対戦した五輪メダリストの太田雄貴が本気で戦ってくれたことをきっかけに五輪を目指すきっかけとなった。帝京高等学校、法政大学卒業。
フットワークを生かしたスピードのある攻撃が持ち味で、20歳で出場した2017年の世界選手権では2016年リオデジャネイロオリンピックの金メダリストを破るなどして銀メダルを獲得し、その年の全日本選手権では初優勝を果たした。